# 丰家铺镇
丰家铺乡，是中华人民共和国湖南省常德市汉寿县下辖的一个乡镇级行政单位。

## 行政区划
丰家铺乡下辖以下地区：
丰家铺社区、丰家铺村、檀木村、金坪村、白牛庵村、洞庭村、铁甲村、石泉村、发梅村、白羊村、合理村、柳溪村、黄丝村、龙潭村、仙人村、金城村、芭蕉村、薛家段村、枫树村、关山村、鹿溪村、响滩村和顺里村。